# 무효표

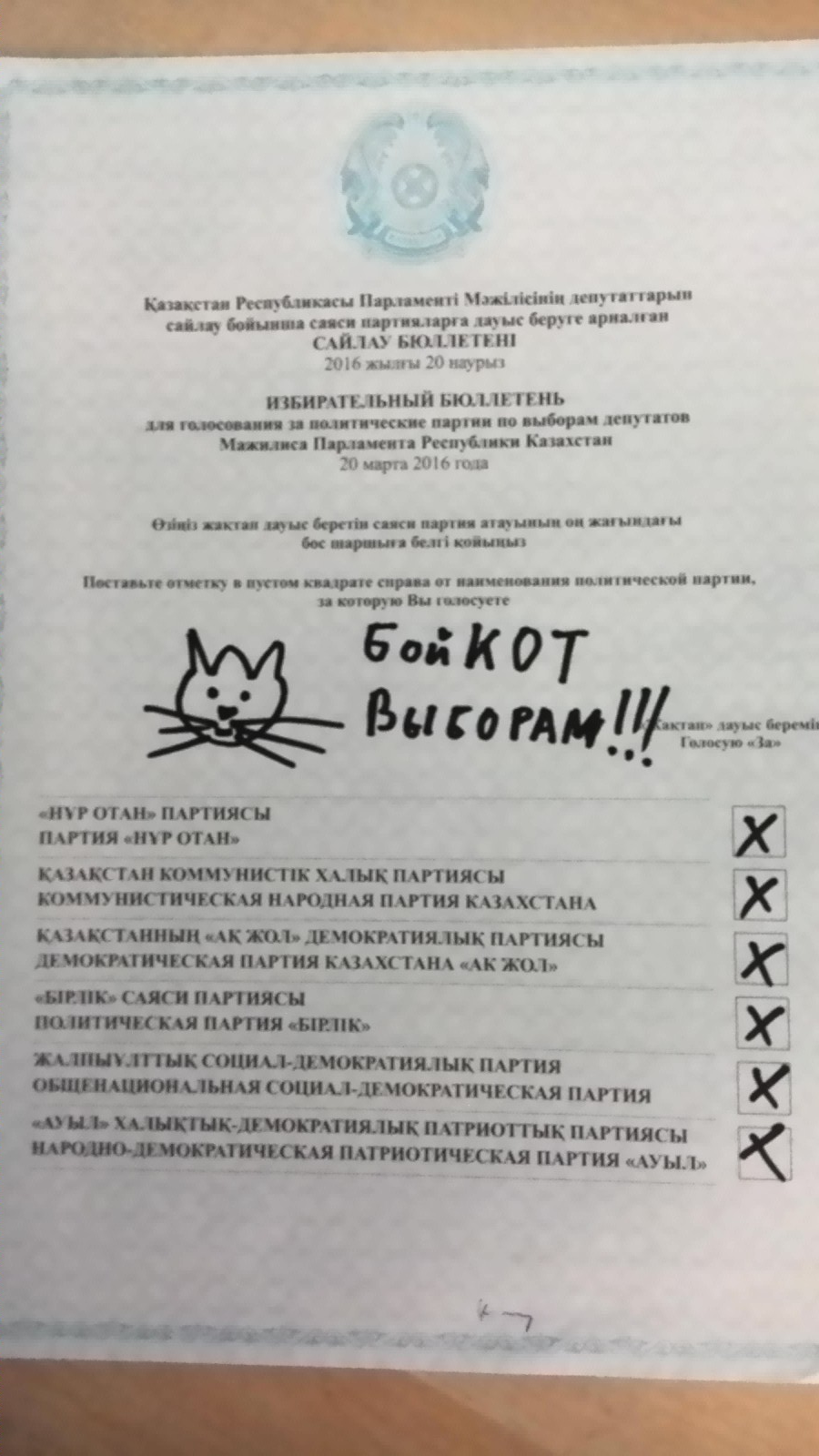
2016년 카자흐스탄 총선 당시 모든 정당에 체크를 하고 "Бойкот Выборам"(투표 보이콧!)이라고 써 놓은 무효표의 모습.

무효표(無效票, Spoilt vote)는 법률이나 선거관리위원회의 선언 등으로 선거에서 무효로 처리되어 득표로 인정되지 않는 표이다. 무효표는 고의적으로, 혹은 의도치 않게 실수로 만들어진다.
영어권에서는 Void vote, Null vote, Informal vote, Invalid vote, Stray vote 등 다양한 명칭으로 불린다. 미국의 선거에서는 총 무효표수를 "잔여표"(residual vote)라고 부른다. 오스트레일리아에서는 비인정표(informal vote)로, 캐나다에서는 인정거부표(rejected vote)로 불린다.

## 무효표의 종류

### 대한민국
대한민국 공직선거법에 따른 무효표는 다음과 같다.
- 정규의 투표용지를 사용하지 아니한 것
- 어느 란에도 표를 하지 아니한 것 (기권표)
- 2란에 걸쳐서 표를 하거나 2 이상의 란에 표를 한 것 (중복 투표)
- 어느 란에 표를 한 것인지 식별할 수 없는 것
- 표를 하지 아니하고 문자 또는 물형을 기입한 것
- 표 외에 다른 사항을 기입한 것
- 선거관리위원회의 기표용구가 아닌 용구로 표를 한 것

사전 투표와 거소투표의 경우에는 다음 경우도 무효표로 처리된다.
- 정규의 회송용 봉투를 사용하지 아니한 것
- 회송용 봉투가 봉함되지 아니한 것

선상투표의 경우에는 다음 경우도 무효표로 처리된다.
- 선상투표신고서에 기재된 팩시밀리 번호가 아닌 번호를 이용하여 전송되거나 전송한 팩시밀리 번호를 알 수 없는 것
- 같은 선거인의 투표지가 2회 이상 수신된 경우 정상적으로 수신된 최초의 투표지 외의 것
- 선거인이나 선장 또는 입회인의 서명이 누락된 것(제158조의3제3항 단서에 따라 입회인을 두지 아니한 경우 입회인의 서명이 누락된 것은 제외한다)
- 표지부분에 후보자의 성명이나 정당의 명칭 또는 그 성명이나 명칭을 유추할 수 있는 내용이 표시된 것

다만 무효표처럼 보이는 경우라도 아래의 경우에는 무효표가 아닌 유효표로 인정된다.
- 표가 일부분 표시되거나  표안이 메워진 것으로서 선거관리위원회의 기표용구를 사용하여 기표를 한 것이 명확한 것
- 한 후보자(비례대표국회의원선거 및 비례대표지방의회의원선거에 있어서는 정당을 말한다. 이하 이 항에서 같다)란에만 2 이상 기표된 것
- 후보자란 외에 추가 기표되었으나 추가 기표된 것이 어느 후보자에게도 기표한 것으로 볼 수 없는 것
- 기표한 것이 전사된 것으로서 어느 후보자에게 기표한 것인지가 명확한 것
- 인육으로 오손되거나 훼손되었으나 정규의 투표용지임이 명백하고 어느 후보자에게 기표한 것인지가 명확한 것
- 거소투표(선상투표를 포함한다)의 경우 이 법에 규정된 방법외의 다른 방법[인장(拇印을 제외한다)의 날인ㆍ성명기재 등 누가 투표한 것인지 알 수 있는 것을 제외한다]으로 표를 하였으나 어느 후보자에게 기표한 것인지가 명확한 것
- 회송용 봉투에 성명 또는 거소가 기재되거나 사인이 날인된 것
- 거소투표자 또는 선상투표자가 투표 후 선거일의 투표개시 전에 사망한 경우 그 거소투표 또는 선상투표
- 사전투표소에서 투표한 선거인이 선거일의 투표개시 전에 사망한 경우 해당 선거인의 투표

### 타 국가
기타 국가의 경우, 실시 중인 선거제도와 맞지 않는 방식으로 투표할 경우 무효표로 집계되는 경우가 있다. 그 경우에는 아래가 있다.
- 허용 투표 후보(혹은 당) 수보다 더 많은 수를 투표하는 경우(중복 투표)나 필요한 투표수보다 적은 곳에 투표하는 경우(부족 투표)
- 선호투표제를 도입한 국가의 경우 선호 순위를 잘못된 방법으로 채우는 경우. 예를 들어 1-2-2-3-4처럼 순위를 중복해서 쓰거나 1-2-4-5-6처럼 순위를 중간에 빼먹는 경우가 있다.
- 기명후보제를 도입하면서 정식으로 출마한 후보에게만 투표할 수 있는 경우, 정식 출마 후보 외에 타인의 이름을 기재하는 경우.

정확하게 어느 표가 무효표인지는 선거를 실시하는 국가마다 약간씩 달라진다. 예를 들어 영국의 경우 법적으로 "투표할 수 있는 후보보다 더 많은 후보에게 기표한 투표", "투표자가 누구인지 식별할 수 있는 어떠한 기호나 글을 투표지에 작성한 경우", "누구에게도 투표하지 않았거나 누구에게 투표했는지 불확실한 경우" 무효표라고 정의하고 있다.

## 투표 용지 교체
대한민국에서는 투표 용지를 한 번 수령하면 잘못 기표하거나 실수로 무효표가 되었어도 교환이 불가능하다. 하지만 일부 국가의 경우 유권자가 투표를 하던 도중 실수할 경우 투표를 취소하고 재투표를 할 수 있는 제도를 갖춘 국가도 있다. 미국의 경우 취소한 투표지를 무효표(invalid vote)와 구분하여 별도로 "spoiled ballots"라고 부르는 때도 있다.
캐내다의 경우 무효표(spoiled ballot)는 선거인이 투표할 수 없을 정도로 훼손되었거나, 선거위원이 투표지가 훼손되었거나 정상적인 투표가 불가능하게 잘못 인쇄했음을 발견한 용지를 뜻한다. 훼손된 투표용지는 투표함에 넣지 않고 선거위원이 무효한 표로 표시해 별도로 보관하며 유권자에게 새 투표용지를 지급한다. 이와 달리 인정거부표(rejected ballot)는 유권자가 투표를 잘못 하여 개표시 누구에게 투표했는지 확인할 수 없는 투표용지를 말한다. 예를 들어 두 명 이상의 후보에게 기표했거나 명확하게 어디에 투표했는지 알 수 없는 경우, 투표지에 기호나 글을 쓴 경우 등이 이에 속한다.

## 의도적 무효표
특히 의무투표제가 도입된 국가의 경우, 선거에 출마한 후보들에게 불만을 표하기 위해 유권자들이 의도적으로 기권표 형식의 무효표를 투표하는 경우도 있다.
오스트레일리아 연방 선거의 경우 무효표를 투표하는 것이 불법은 아니지만, 유권자들에게 무효표를 던지도록 무효표 운동을 벌이는 행위는 불법으로 규정했던 적이 있었다. 대표적으로 1996년 오스트레일리아 의회 선거에서 알버트 랭거가 무효표 운동을 하지 말라는 금지명령을 어긴 행위로 기소되어 수감되었다.

## 같이 보기
- 반대 투표